# Track Records
Track Records (lub Track Record) – wytwórnia płytowa założona w 1967 roku przez Kita Lamberta i Chrisa Stampa (menedżerów grupy The Who). Wydawała płyty takich artystów jak:  Jimi Hendrix, John Lennon, The Who, Thunderclap Newman, Fairport Convention, Golden Earring i innych.